# 마에다 도시하루
마에다 도시하루(일본어: 前田利治, 1618년 ~ 1660년)는 가가 다이쇼지번 초대 번주이다. 관위는 정4위하, 히다노카미. 가가번 제2대 번주 마에다 도시쓰네의 삼남이다.
고보리 엔슈류의 초대 선생인 고보리 마사카즈에게 다도를 배웠다.
자식없이 사망하여 동생 도시아키(利明)가 뒤를 이었다.